# Campiglossa munroi
Campiglossa munroi är en tvåvingeart som först beskrevs av Erich Martin Hering 1937.  Campiglossa munroi ingår i släktet Campiglossa och familjen borrflugor.
Artens utbredningsområde är Etiopien. Inga underarter finns listade.